# Reprezentacja Kazachstanu w hokeju na lodzie mężczyzn
Reprezentacja Kazachstanu w hokeju na lodzie mężczyzn — kadra Kazachstanu w hokeju na lodzie mężczyzn.

## Historia
Od 1992 roku jest członkiem IIHF. Kazachowie na arenie międzynarodowej zadebiutowali 14 kwietnia 1992 roku. Pierwszym przeciwnikiem była reprezentacja Ukrainy. Wynik tego meczu to 5:1 dla Kazachów. Obecnie w rankingu IIHF zajmują 18. miejsce. Kilkukrotnie uczestniczyli w mistrzostwach świata elity. Dwukrotnie wystartowali na igrzyskach olimpijskich.
Od 2009 do 2010 roku selekcjonerem kadry był Andriej Szajanow. Jego następcą był od października 2010 roku Andriej Chomutow, po czym od 2011 do 2012 zastąpił go ponownie Szajanow. Od 2012 do kwietnia 2013 szkoleniowcem reprezentacji był Władimir Krikunow (odszedł po wywalczeniu awansu do Elity w 2013). Zarówno Chomutow, jak i Krikunow łączyli pracę selekcjonera kadry ze stanowiskiem trenera drużyny Barys Astana - jedynego przedstawiciela w rozgrywkach KHL.
W czerwcu 2014 trenerem kazachskiego klubu Barys Astana, jak i selekcjonerem kadry został Kazachstanu Andriej Nazarow do czerwca 2015 oraz ponownie od końca 2015. W 2016 obowiązki I trenera przejął Siergiej Starygin. Pod koniec 2016 selekcjonerem kadry został wyznaczony wówczas mianowany szkoleniowcem Barysu, Eduard Zankawiec. Jego asystentami zostali Jewgienij Korieszkow i Jewgienij Korolow. Po nieudanym turnieju MŚ 2017 i braku awansu do Elity Zankawiec zrezygnował zarówno z posady selekcjonera kadry Kazachstanu, jak i trenera Barysu. W kwietniu 2018 posadę selekcjonera objął Gałym Mambietalijew, który od początku tego roku został p.o. szkoleniowca Barysu. Jego asystentami zostali analogicznie Jurij Michajlis i Oleg Szułajew. Na początku czerwca 2018 trenerem drużyny Barysu, a zarazem kadry kraju został Białorusin Andrej Skabiełka. W turnieju MŚ 2019 Dywizji w jego sztabie znaleźli się rodacy Uładzimir Kopać i Igor Matuszkin (asystenci także w Barysie), a także Aleksandr Szymin.

## Udział w imprezach międzynarodowych

### Mistrzostwa świata

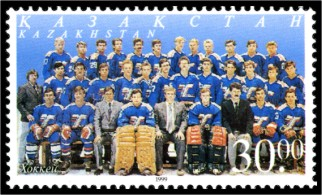
Znaczek pocztowy z reprezentacją Kazachstanu (1999)

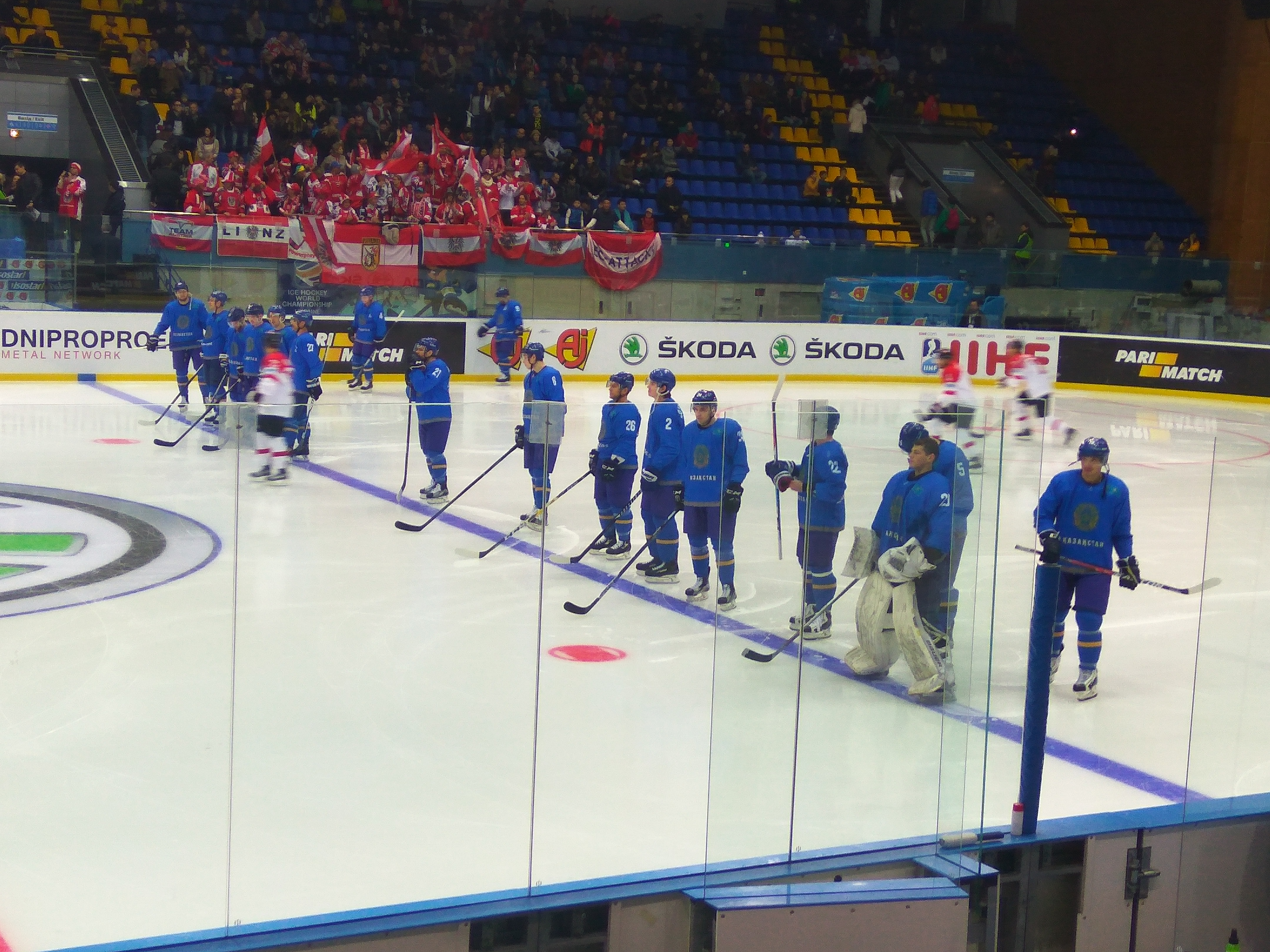
Reprezentacja Kazachstanu podczas MŚ 2017

- 1993 - 19. miejsce (3. miejsce w Grupie C)
- 1994 - 24. miejsce (4. miejsce w Grupie C)
- 1995 - 22. miejsce (2. miejsce w Grupie C)
- 1996 - 21. miejsce (1. miejsce w Grupie C - awans)
- 1997 - 14. miejsce (2. miejsce w Grupie B - awans)
- 1998 - 16. miejsce (spadek)
- 1999 - 19. miejsce (3. miejsce w Grupie B)
- 2000 - 18. miejsce (2. miejsce w Grupie B)
- 2001 - 21. miejsce (3. miejsce w I Dywizji)
- 2002 - 21. miejsce (3. miejsce w I Dywizji)
- 2003 - 17. miejsce (1. miejsce w I Dywizji - awans)
- 2004 - 13. miejsce
- 2005 - 12. miejsce
- 2006 - 15. miejsce (spadek)
- 2007 - 21. miejsce (3. miejsce w I Dywizji)
- 2008 - 20. miejsce (2. miejsce w I Dywizji)
- 2009 - 17. miejsce (1. miejsce w I Dywizji - awans)
- 2010 - 16. miejsce (spadek)
- 2011 - 17. miejsce (1. w Dywizji I, Grupie B - awans)
- 2012 - 16. miejsce (spadek)
- 2013 - 17. miejsce (1. w Dywizji I, Grupie A - awans)
- 2014 - 16. miejsce (spadek)
- 2015 - 17. miejsce (1. w Dywizji I, Grupie A - awans)
- 2016 - 16. miejsce (spadek)
- 2017 - 19. miejsce (3. w Dywizji I, Grupie A)
- 2018 - 19. miejsce (3. w Dywizji I, Grupie A)
- 2019 - 17. miejsce (1. w Dywizji I, Grupie A - awans)
- 2021 - 10. miejsce
- 2022 - 14. miejsce

| - 1994 - brak kwalifikacji - 1998 - 8. miejsce - 2002 - brak kwalifikacji - 2006 - 9. miejsce - 2006 - brak kwalifikacji - 2010 - brak kwalifikacji - 2014 – brak kwalifikacji - 2018 – brak kwalifikacji |  | - 1996: Złoty medal - 1999: Złoty medal - 2003: Srebrny medal - 2007: Srebrny medal - 2011: Złoty medal - 2017: Złoty medal |  | - 1993: Srebrny medal - 1995: Złoty medal - 2007: Brązowy medal - 2013: Srebrny medal - 2015: Srebrny medal - 2017: Srebrny medal |